# Rafael Maximiliano Vázquez
Rafael Maximiliano Vázquez Maiztegui (San Nicolás de los Arroyos, 12 de octubre de 1919-Buenos Aires, 21 de agosto de 2012) fue un diplomático argentino, que se desempeñó como embajador de su país en Alemania, Estados Unidos, Cuba, México y Brasil.

## Biografía
Trabajó en la administración pública de la provincia de Buenos Aires, antes de ingresar al servicio exterior en 1949.
A lo largo de su carrera diplomática, cumplió funciones en Noruega, Reino Unido (donde fue cónsul en Cardiff), India, Irlanda y Estados Unidos (donde fue ministro consejero entre 1969 y 1971, y trabajó en los consulados en Nueva Orleans y Nueva York). Entre sus funciones, buscó fomentar las exportaciones de productos argentinos. En 1972 alcanzó el rango de embajador y al año siguiente fue designado a Alemania Occidental, siendo embajador desde enero de 1974.
En julio de 1975 fue designado embajador en los Estados Unidos por el gobierno de María Estela Martínez de Perón, presentando sus cartas credenciales ante Gerald Ford. En febrero de 1976, en su hogar en Washington D. C. se llevó a cabo una reunión entre el ministro de Relaciones Exteriores argentino Raúl Quijano y el secretario de Estado estadounidense Henry Kissinger.
Permaneció en la embajada en Estados Unidos durante los primeros meses del gobierno de facto de Jorge Rafael Videla, recibiendo planteos desde diversos sectores y una llamada de un funcionario del Departamento de Estado de los Estados Unidos, manifestando la «preocupación» del gobierno estadounidense por la desaparición de personas.
En 1980 fue designado embajador en Cuba, retornando a la Argentina en febrero de 1982, en un intento de Leopoldo Galtieri de «enfriar» las relaciones con el país caribeño. Retornó a La Habana luego del inicio de la guerra de las Malvinas. Posteriormente, ese mismo año fue designado embajador en México.
En el gobierno de Raúl Alfonsín, fue embajador en Brasil entre 1984 y 1986.
Tras dejar el servicio exterior, fue asesor en la Secretaría de Exportación de la provincia de Córdoba, bajo el gobierno de Eduardo Angeloz.
Falleció en agosto de 2012 en Buenos Aires a los 92 años.